# Medicinos bankas

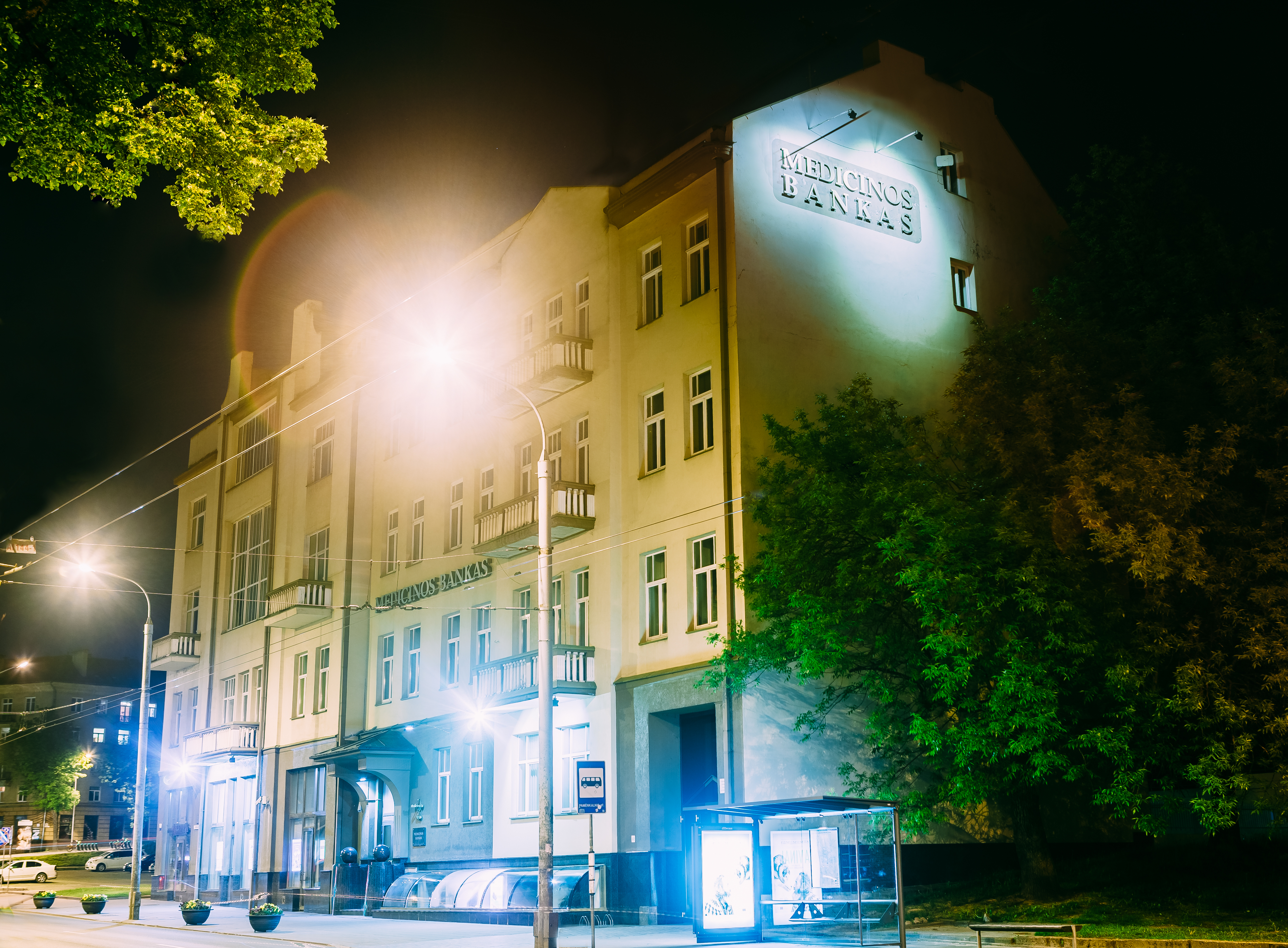

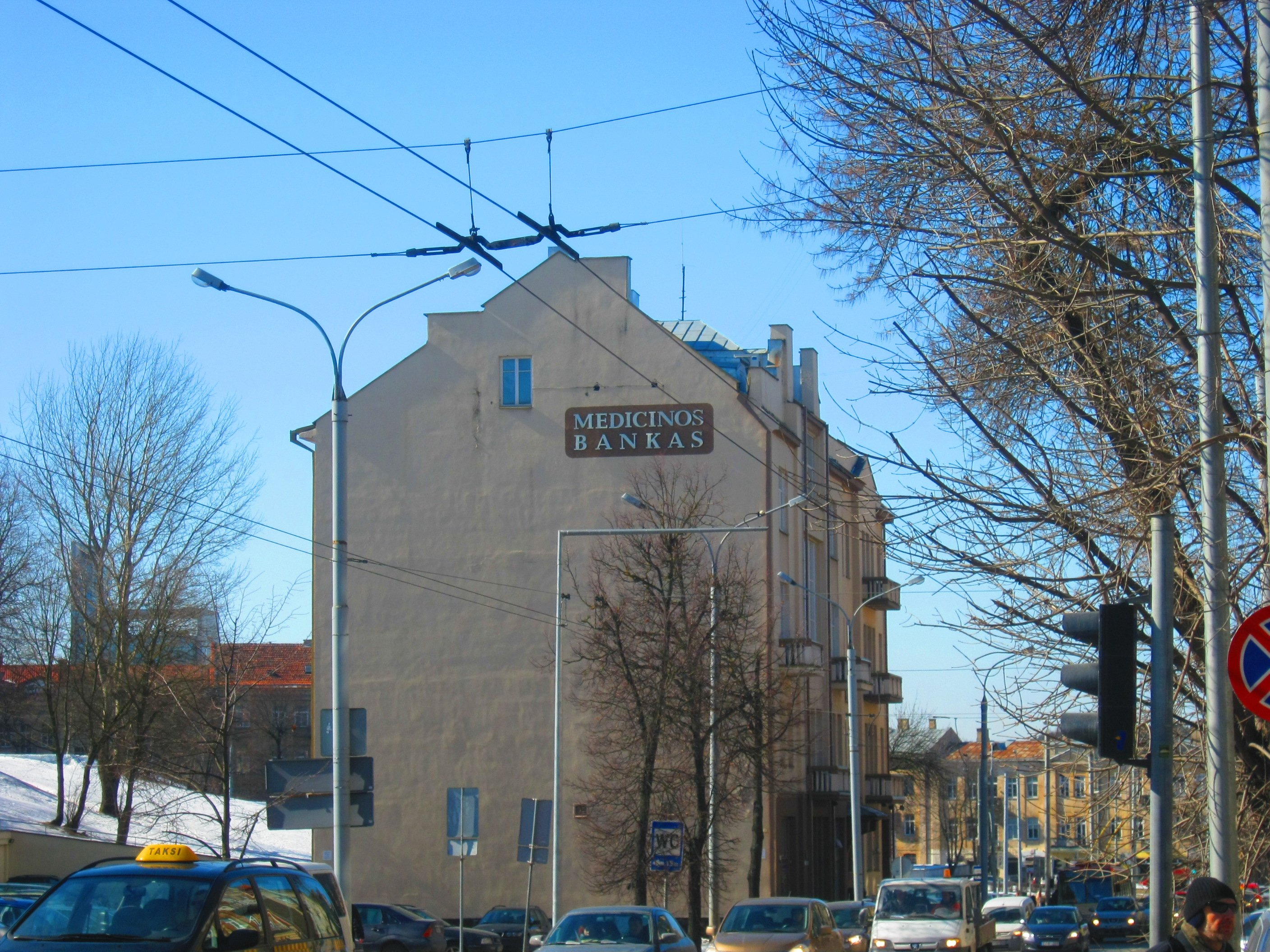

ЗАТ Medicinos bankas – Литовський комерційний банк,з надання фінансових послуг для корпоративних і приватних клієнтів з 1992 року. 24 листопада, один з перших банків в Литві, почав надавати клієнтам онлайн-банкінг і першим з банків –послуги мобільного гаманця. Основний офіс банку з 1995 року перебуває у Вільнюсі.
Головним пакетом акції банку володіє бізнесмен Сауліус Каросас (Saulius  Karosas).
Medicinos bankas має широке коло клієнтів з підрозділами мережі по всій Литві: Вільнюс, Каунас, Клайпеда, Шяуляй, Паневежский, Marijampolės, Муніципалітет, Tauragės, Тяльшяйском і Utenos округах.
Основні клієнти банку: мікро, малий та середній бізнес, а також приватні особи.

## Акціонери
Найбільші акціонери (дані 2016 року)
- Saulius Karosas – 89,91%
- Western Petroleum Ltd. – 9,87%
- Інші акціонери – 0,22%

## Основні показники
Офіційні банківські дані 2015 року. :
- Активи – 247,270 тис. EUR
- Чистий прибуток – 1,033 млн. дол. EUR
- Достатність капіталу – 14,13 % (банк литви встановлені нормативи для банку – не менше 12,4 %).

Банк надає послуги більш ніж для 50 тис. індивідуальних і корпоративних клієнтів.

## Правління
- Dalia Klišauskienė – керівника адміністрації, голова правління;
- ПArnas Žalyspo Ризики – член ради директорів;
- Igor Kovalčuk – член ради директорів;
- Marius Arlauskas – член ради директорів.